# Престон, Роберт, 1-й виконт Горманстон
Роберт Престон, 1-й виконт Горманстон (англ. Robert Preston, 1st Viscount Gormanston; 1435 — 5 апреля 1503) — ирландский пэр и государственный деятель XV века.

## Происхождение
Он был сыном Кристофера Престона, 3-го барона Горманстона (? — 1450), и Джейн д’Артуа. Его мать была дочерью сэра Дженико д’Артуа и его первой жены Джоан Тафф. Её отец сэр Дженико был солдатом из Гаскони, который поступил на английскую королевскую службу в 1390-х годах и который позже стал крупным землевладельцем в Ирландии (отсюда необычное имя мальчика Дженико, которое стало распространенным в последующих поколениях семьи Престон). Роберт стал преемником своего отца в качестве 4-го барона Горманстона в 1450 году. Его мать позже снова вышла замуж за Джайлза Торндона, бывшего лорда-казначея Ирландии.

## Карьера

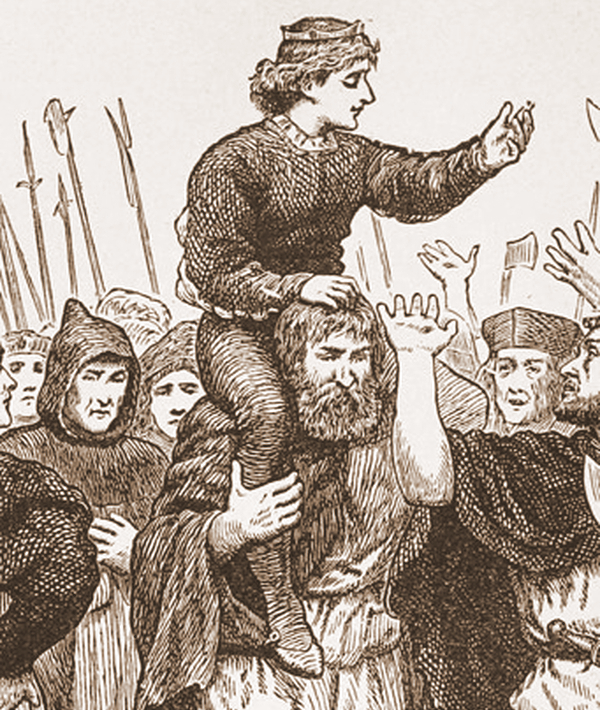
Ламберт Симнел в Ирландии

В 1460 году, в течение краткого периода, когда герцог Ричард Йоркский контролировал королевское правительство от имени короля Генриха VI, должность лорда-канцлера Ирландии занимал Джон Динхем, 1-й барон Динем, и Роберт Престон был назначен его заместителем. Парламент Ирландии принял акты в 1460 и 1462 годах, восстанавливающие старшинство лорда Горманстона над Дэвидом Флемингом, 5-м бароном Слейном, но их спор затянулся 7 августа 1478 года, когда Роберт Престон получил титул 1-го виконта Горманстона . В 1479 году король Эдуард IV назначил своего второго сына Ричарда, которому было всего четыре года, лордом-лейтенантом Ирландии, и виконт Горманстон был назначен лордом-заместителем. В 1470 году корона предоставила ему пособие в размере 20 фунтов стерлингов в год, выплачиваемое из арендной платы за определенные земли в графстве Мит.
После падения дома Йорков, виконт Горманстон, как и большинство англо-ирландской знати, поддержал претензии претендента на корону, Ламберта Симнела, против новой династии Тюдоров. Дело Симнела было решительно подавлено в битве при Стоук-Филд в 1487 году. Как и большинство его пэров, виконт Горманстон был прощен за этот акт измены в 1488 году и восстановлен в милости.
В 1493 году король Генрих VII Тюдор вновь назначил его лордом-заместителем: он провел парламент в Дроэде и совет в Триме, на котором присутствовал Джеральд Фицджеральд, 8-й граф Килдэр («Великий граф») и большинство других ведущих англо-ирландских магнатов, где Горманстон обязал их всех поддерживать мир.
Виконт Горманстон умер в 5 апреля 1503 года. Ему наследовал его сын Уильям Престон, 2-й виконт Горманстон.

## Семья
Роберт Престон женился на Джанет Молино, дочери сэра Ричарда Молино и его первой жены Джейн Хейдок, дочери сэра Гилберта Хейдока. У них было по крайней мере четверо детей:
- Уильям Престон, 2-й виконт Горманстон (? — 21 февраля 1532)[8]
- Элизабет Престон, вышедшая замуж за Томаса Фицджеральда из Лаккага (1458—1487), лорда-канцлера Ирландии
- Энн Пррестон, вышедшая замуж за Кристофера Наджента, 3-го барона Делвина (? — 1478)
- Кэтрин Престгон, вышедшая замуж за Патрика Бермингема (ок. 1460—1532), лорда-главного судьи Ирландии.